# Kanaalbrug
Een kanaalbrug is een kunstwerk ontworpen om een kanaal te dragen en ongelijkvloers bovenlangs te kruisen met bijvoorbeeld een andere waterweg, een vallei of verkeersweg.
De term aquaduct kan ook voor deze kunstwerken worden gebruikt, maar vanwege de associatie met de oorspronkelijke functie van aquaducten als (drink)watertoevoer, wordt in verschillende talen hiervan afgeweken (Frans: pont-canal, Engels: navigable aqueduct).